# Henry Forder
Pour les articles homonymes, voir Forder.
Henry George Forder (27 septembre 1889 – 21 septembre 1981) est un mathématicien néo-zélandais.

## Carrière universitaire
Né à Shotesham All Saints (en), près de Norwich, il a gagné une bourse d'abord pour étudier au lycée, puis à l'Université de Cambridge. Après avoir enseigné les mathématiques dans un certain nombre d'écoles, il a été nommé à la chaire de mathématiques à l'Université d'Auckland en Nouvelle-Zélande en 1933. Il a été très critique sur l'état du curriculum en Nouvelle-Zélande et s'est mis à l'écriture d'une série de manuels scolaires bien accueillie. 

## Prix et distinctions
Il a été élu Fellow de la Société Royale de Nouvelle-Zélande en 1947, et a reçu un doctorat honorifique de l'Université d'Auckland en 1959. Il a été nommé membre honoraire à vie de la société mathématique de Nouvelle-Zélande.
En 1946 il est lauréat de la médaille Hector.

## Conférence Forder
La conférence Forder a été créé conjointement par la London Mathematical Society et la Société mathématique de Nouvelle-Zélande en son honneur en 1986.

## Sélection de publications
- The Foundations of Euclidean Geometry (1927)[3]
- A School Geometry (1930)
- Higher Course Geometry (1931)
- The Calculus of Extension (1941)[4]
- Geometry (1950)
- Coordinates in Geometry (1953).